# Éditions Les Nouveaux Auteurs
Les Éditions Les Nouveaux Auteurs sont une maison d'édition indépendante de littérature francophone fondée en  2007. Elles publient des premières œuvres à compte d'éditeur et notamment le Grand Prix Femme Actuelle Roman de l'été.
La maison d'édition a notamment lancé les auteurs Agnès Ledig, Claire Favan, Jérôme-Arnaud Wagner, Laurent Guillaume, Jacques Saussey, Hervé Jourdain ou encore Valentin Musso.

## Concept
Les Éditions Les Nouveaux Auteurs ont été créées à partir du constat suivant : en France, seuls 500 auteurs sont lancés par an, les refus de manuscrits s'élèvent à 98 % et ne sont que rarement motivés. Le problème que cette maison d'édition souhaite contourner est celui des comités de lecture occultes en créant un comité de lecture grand public (aussi appelé citoyen) qui évalue les manuscrits de manière transparente par l'intermédiaire du site Internet de l'entreprise. Les membres de comité de lecture sont des bénévoles, passionnés de lecture, qui s'inscrivent sur le site dans le but de contribuer à dénicher des nouveaux talents et des premières œuvres de qualité de la littérature francophone. Les évaluations sont faites par un système de notation et de fiches de lecture remplies par les membres du comité de lecture. Les manuscrits obtenant les meilleures évaluations sont publiés à compte d'éditeur.

## Grand PrixFemme ActuelleRoman de l'été
En 2008, Les Nouveaux Auteurs se sont associés au magazine Femme Actuelle et au groupe Prisma Presse pour lancer un appel à manuscrit. Grâce au système d'évaluation de la maison d'édition, les meilleurs manuscrits sont publiés et le meilleur d'entre eux obtient le Grand Prix Roman de l'été,. Lors de sa première édition, celui-ci a été remis au roman Le Cercle du silence de David Hepburn. Le coup de cœur du président du jury Paulo Coelho a été remis au roman À l'aube du septième sens de Jérôme Manierski. Le coup de cœur du jury a, pour sa part, été remis au roman L'Ange au sourire de Yann-Hervé Martin.
L'édition 2009, présidée par Paulo Coelho, a eu pour palmarès :
- Grand Prix : Au bord des cendres de Jean-François Bouygues
- Coup de cœur du président du jury Paulo Coelho : Les Lames de Dieu d'Alexandra Rossi
- Coup de cœur du jury : Les Fantômes du Panassa de Yves-Daniel Crouzet

L'édition 2010, présidée par Paulo Coelho, a eu pour palmarès :
- Roman de l'été et coup de cœur de Paulo Coelho : Le bouclier de Sainte Odile de Yves-Olivier Muhleim
- Thriller de l'été : L'homme aux papillons de David Moitet
- Coup de cœur des lectrices : Couleur sépia de Marie Roquelaine
- Coup de cœur du jury : Chasse de tête de Marie la Fragette

L'édition 2011, présidée par Paulo Coelho, a eu pour palmarès :
- Roman de l'été et coup de cœur de Paulo Coelho : À l'endroit où elles naissent de Diane Peylin
- Thriller de l'été : En proie au temps de Sandrine Monfort
- Coup de cœur des lectrices : Marie d'en haut d'Agnès Ledig
- Coup de cœur du jury : La guérisseuse de Géraldine Jaujou

L'édition 2012, présidée par Éliette Abécassis, a eu pour palmarès :
- Roman de l'été : Les Mots du passé de Jean-Michel Denis
- Thriller de l'été : Mortelle Vengeance de Fabrice de Caupenne
- Coup de cœur d'Éliette Abécassis : Tropique du Capricorne de Manuela de Seltz
- Coup de cœur du jury : Rondo Capriccioso d'Isabelle Huc

L'édition 2013, présidée par Éliette Abécassis, a eu pour palmarès :
- Roman de l'été : Au bout du chemin de Patricia Hespel
- Polar de l'été : Un corbeau au 36 d'Aurélie Benattar
- Coup de cœur d'Éliette Abécassis : La Ballade de Kassandre de Véronique Alunni
- Coup de cœur du jury : Naturalis de Franck Labat

L'édition 2014, présidée par Éliette Abécassis, a eu pour palmarès:
- Grand Gagnant : Sous le velours, l'épine, d'Alain Roquefort
- Coup de cœur d'Éliette Abécassis : Hannah, le prix de la liberté, de Michel Brunel
- Coup de cœur des lectrices : Les Genêts de Saint-Antonin de Dany Rousson
- Coup de cœur du jury : Elles, des femmes dans la grande guerre de Jeanne-Marie Sauvage-Avit

L'édition 2017, présidée par Gilles Legardinier, a eu pour palmarès :
- Grand Prix : Un bien bel endroit pour mourir de Rosalie Lowie
- Coup de cœur des lectrices : Le Sang d'une autre de Dominique Van Cotthem
- Prix du polar : Celle qui ne pleurait jamais de Christophe Vasse
- Coup de cœur de Gilles Legardinier : Nerina de Amandine Mollo

L'édition 2018, présidée par Gilles Legardinier, a eu pour palmarès :
- Grand Prix : Le Chaînon manquant de Frank Leduc
- Coup de cœur des lectrices : Je veux toucher les nuages de Helène Vasquez-Marchive
- Prix du polar : L'Affaire Dunkel de Manuel Masse
- Coup de cœur de Gilles Legardinier : No Trace de Pierre Jean Veroye
- Prix feel good : Le Temps de faire sécher un cœur d'Émilie Riger

## Prix du PolarVSD
En 2009, sur le modèle du Grand Prix Roman de l'été Femme Actuelle, les Éditions Les Nouveaux Auteurs ont lancé le Prix du polar VSD, sous la direction de Frédéric Beigbeder.
Les lauréats de la première édition de ce prix ont été connus au mois de mars 2009. Stéphane Lefebvre a remporté le "grand prix VSD du polar" avec son roman Opale. Le "prix coup de poing" de Frédéric Beigbeder a été décerné à Laurent Guillaume, pour son roman intitulé Mako. Le "prix du jury", enfin, a été attribué à Hervé Jourdain, pour son roman Sang d'encre au 36.
L'édition 2010 a été présidée par Yann Queffélec. Claire Favan a remporté le "grand prix VSD du polar" avec son roman Le Tueur intime devant Pas de traces!, de Éric de l'Estoile. Le "prix coup de cœur" de Yann Queffélec a été décerné à Jean Depreux, pour son roman intitulé Les meurtriers de Dieu.
L'édition 2011 a été présidée par Didier van Cauwelaert. Dominique Maisons a remporté le "grand prix VSD du polar" avec son roman Le Psychopompe. Le prix coup de cœur de Didier van Cauwelaert a quant à lui été décerné à François-Xavier Cerniac pour son roman Le Tombeau du Phénix. Le prix des lecteurs revient à Yves Corver avec son roman Genèse de l'enfer et enfin le prix spécial du jury a été attribué à Damien Leban pour Le Sanctuaire d'Ombos.
L'édition 2012 a été présidée par Jean-Christophe Grangé. Julie Wweckerli a remporté le "grand prix VSD du polar" avec son roman Le Bras du diable. Le prix coup de cœur de Jean-Christophe Grangé a quant à lui été décerné à Christian Olivaux pour son roman Piège numérique. Le prix des lecteurs revient à Michel Phal avec son roman Le Sang de la haine et enfin le prix spécial du jury a été attribué à Manfred Kastrop pour Mauvais sang.
L'édition 2013 a été présidée par Bernard Werber. Michel Tourscher a remporté le "grand prix VSD du polar" avec son roman Flics Requiem. Le prix coup de cœur de Bernard Werber a quant à lui été décerné à Jean-Claude Melka pour son roman Quelqu'un priait sur ma tombe. Le prix des lecteurs revient à Sébastien Lepetit avec son roman Merde à Vauban et enfin le prix spécial du jury a été attribué à Régis Moreau pour Sous l'œil de Judas.

## Prix du voyage extraordinaireGEO
En 2010, sur le modèle de ses précédents Grand Prix, les Éditions Les Nouveaux Auteurs ont lancé le Prix du voyage extraordinaire GEO, sous la présidence de Yann Queffélec.
Les lauréats de la première édition de ce prix ont été connus au mois de novembre 2010. Annick de Comarmond a remporté le "grand prix GEO du voyage extraordinaire" avec son roman Loin sous les ravenales. Le "prix coup de cœur" de Yann Queffélec a été décerné à Nicolas Grondin, pour son roman intitulé L'Énigme de la Diane.
L'édition 2011 a été présidée par Yann Queffélec. Pierre Vabre a remporté le « grand prix GEO du voyage extraordinaire » avec son roman Le Petit Homme devant Bienvenue en Amérindie, de Josette Charpentier.
L'édition 2012 n'a pas décerné de Grand Prix.

## PrixYann Queffélec
En 2012, sur le modèle de ses précédents Grand Prix, les Éditions Les Nouveaux Auteurs ont lancé le Prix Yann Queffélec.
Ouvert en mai 2012, un premier tri effectué par le jury citoyen de l'éditeur se clôture fin août. Yann Queffélec lit alors les sélections et choisit le lauréat qui sera dévoilé et publié fin octobre, quelques jours avant le Goncourt.
L'édition 2012 a plébiscité Brigitte Hervé pour son roman Celtic on-line.

### Romans
- À l'aube du septième sens de Jérôme Manierski (Roman de l'été Femme Actuelle 2008 - Coup de cœur du président du jury Paulo Coelho)
- Alerte rose, la possibilité d'un « il » de Marie-Luce Brousse
- L'Ange au sourire de Yann-Hervé Martin (Roman de l'été Femme Actuelle 2008 - Coup de cœur du jury)
- L'Arapède de Caroline Martin-Prades
- Au bord des cendres de Jean-François Bouygues (Roman de l'été Femme Actuelle 2009 - Grand Prix)
- L'Avènement du phénix de Hervé Croenne
- Bienvenue en Amérindie de Josette Charpentier (Grand Prix Littéraire Géo 2011-Finaliste)
- Les Calibres ont leur langage de Christian Paillet
- Le Chant des coquelicots de Marie-Hélène Roméo
- Le Christ de Marie-Shan de Ramón Basagana
- La Cité des eau-éléphants de Philippe J. Nicolas
- Le Cercle du silence de David Hepburn (Roman de l'été Femme Actuelle 2008 - Grand Prix)
- Colère noire de Jacques Saussey
- Dans le giron d'Hildegarde de Natalie Bertona (Roman de l'été Femme Actuelle 2008 - Finaliste)
- De sinistre mémoire de Jacques Saussey
- L'Endroit à l'envers de Pierre Cornwall
- L'Enfant aux yeux d'émeraude de Jacques Saussey
- L'Étrange refuge de Colette Mordaque
- Les Fantômes du Panassa de Yves-Daniel Crouzet (Roman de l'été Femme Actuelle 2009 - Coup de cœur du jury)
- Frères du vent de Monique Plantier (Roman de l'été Femme Actuelle 2009 - Finaliste)
- L'Homme qui a vu l'homme de Michel Goldbaum
- L'Héritière de Shanghai de Ramón Basagana
- Histoires rapportés du nombril du monde d'Emmanuel Hoste
- In & Out de Sonia Rahal (Roman de l'été Femme Actuelle 2008 - Finaliste)
- Les Lames de Dieu d'Alexandra Rossi (Roman de l'été Femme Actuelle 2009 - Coup de cœur du président du jury Paulo Coelho)
- Les Liaisons presque dangereuses de Luc Doyelle
- Ma chair à vif de Nicolas Paillusseau (Roman de l'été Femme Actuelle 2008 - Finaliste)
- Mais je suis l'enfant de qui ? de Marion Roussel-Baert
- Mako de Laurent Guillaume (Prix du polar VSD 2009 - Coup de cœur du président du jury Frédéric Beigbeder)
- Mano Scritta de Béatrice Patinote
- Le Musée des amours lointaines de Jean-Philippe Vest (Roman de l'été Femme Actuelle 2008 - Finaliste)
- Un Nègre blanc de Marie-Isabelle Bour (Roman de l'été Femme Actuelle 2008 - Finaliste)
- Ni là, ni ailleurs d'Isabelle Fox
- Opale de Stéphane Lefebvre (Prix du polar VSD 2009 - Grand prix)
- Le Parfum des apparences de Ted Garennes
- Pas de traces ! d'Éric de l'Estoile (Prix du polar VSD 2009 - Finaliste)
- Passage des trois sœurs d'Hélène Bassoff
- La Prophétie des Treize : Tome 1 - L'Emprise du mal de Christine Marsan (Roman de l'été Femme Actuelle 2008 - Finaliste)
- La Prophétie des Treize : Tome 2 - La Troisième alliance de Christine Marsan (Roman de l'été Femme Actuelle 2008 - Finaliste)
- Protocole Genesis : Prémonitions de David Hepburn
- Quantiqua de Hervé Croenne
- Quatre racines blanches de Jacques Saussey
- Raison d'état de Patrick Flores
- Le Roi des crânes de Laurent Guillaume
- Rose au clair de San de Marie-Louise Monast
- La Saison des fraises d'Erwan Bonthonneau
- Sang d'encre au 36 (Prix du polar VSD 2009 - Coup de cœur du jury)
- Stop de Philippe Brondeur (Roman de l'été Femme Actuelle 2008 - Finaliste)
- Le tombeau du Phénix de François-Xavier Cerniac (Prix du polar VSD 2011 - Coup de cœur de Didier van Cauwelaert)
- Tropique du Capricorne de Manuela de Seltz (Coup de cœur de la présidente du Jury, Eliette Abécassis, juin 2012)
- Une Trace du passé de Corinne Prieur-Angot
- Vague à l'âme d'Élodie Collin (Roman de l'été Femme Actuelle 2008 - Finaliste)
- Les Voiles d'Audrey Eihmes
- Le Châtiment des élites de Giampiero Marongiu (Finaliste du festival du roman policier Plume de Glace 2012)
- Au bout du chemin de Patricia Hespel (Roman de l'été Femme Actuelle 2013)
- Un corbeau au 36 d'Aurélie Benattar (Polar de l'été Femme Actuelle 2013)
- La ballade de Kassandre de Véronique Alunni (Coup de cœur d'Éliette Abécassis Femme Actuelle 2013)
- Naturalis de Franck Labat (Prix du Jury Femme Actuelle 2013)
- Le Roman de l'an Mil de Ramon Basagna
- La Damnation du Templier de Ramon Basagna
- Un bien bel endroit pour mourir de Rosalie Lowie, Grand Prix Femme Actuelle 2017
- Le sang d'une autre de Dominique Van Cotthem, Coup de cœur des lectrices Femme Actuelle 2017
- Celle qui ne pleurait jamais de Christophe Vasse
- Nerina de Amandine Mollo
- Le chaînon manquant de Frank Leduc, Grand Prix Femme Actuelle 2018
- Le temps de faire sécher un cœur d'Émilie Riger, Prix feel good Femme Actuelle 2018
- L'affaire Dunkel de Manuel Masse
- No Trace de Pierre Jean Veroye
- Je veux toucher les nuages de Helène Vasquez-Marchive
- Cléa de Frank Leduc
- Insignis de Charlotte Letourneur

### Nouvelles
- Nouvelles ingénieuses, collectif (Étudiants-ECE Paris)
- Solitudes d'Emmanuel Parmentier
- Vous aurez de mes nouvelles ! de Jacques Lamy
- Mortelles attractions de Yves-Daniel Crouzet

### Poésie
- Hugo et autres petites névroses passagères d'Anne-Élisabeth Wenger

### Témoignages
- Journal d'un épicurien volant de Gauthier Pajona

### Documentation
- (fr) Article « Le Casting des livres » de Camille Tenneson, BibliObs, 19 mai 2008.
- (fr) Article « Auteurs academy » de Catherine Andreucci, Livres-Hebdo no 734, 16 mai 2008.
- (fr) Article « Le Choix de la communauté » de Marie Kock, Livres-Hebdo no 736 (rubrique Meilleures ventes), 30 mai 2008.
- (fr) Émission radiophonique Noctiluque « Les Prix littéraires du printemps », présenté par Brigitte Kernel, France Inter, 9 juin 2008.
- (fr) Article « Lauréats du grand prix littéraire GEO 2010 » de Marie-Elise Ho-Van-Ba, GEO, 4 novembre 2010.